# Bellaccord Electro
Bellaccord Electro, ofta känt som enbart Bellaccord, var ett lettiskt skivföretag.
Bolaget grundades i Riga av Helmārs Rudzītis 1931. Efter att Lettland 1940 blivit en del av Sovjetunionen blev bolaget förstatligat. Åren 1940–1957 hette bolaget Rīgas skaņuplašu fabrika, 1957 Baltija, 1958–1961 Līgo och 1961–1964 Melodija. Bland företagets inspelande artister märks Niilo Saarikko, Arvi Hänninen, Matti Jurva och Aarne Viisimaa.